# Glyptoderma coelatum
Glyptoderma là một chi nấm trong họ Agaricaceae. Đây là chi đơn loài, chứa một loài Glyptoderma coelatum.